# 원주고등학교
원주고등학교(原州高等學校)는 대한민국 강원특별자치도 원주시 개운동에 있는 공립 고등학교이다.

## 학교 연혁
- 1953년 10월 15일 : 원주고등학교 설립인가
- 1954년 5월 3일 : 6학급 설립인가
- 1954년 10월 7일 : 개교 기념식 거행
- 1957년 3월 10일 : 제1회 졸업식 거행
- 1976년 3월 18일 : 원주고등학교 부설 방송통신고등학교 9학급 인가
- 1980년 3월 5일 : 추첨 배정된 학생 입학
- 1982년 6월 19일 : 본교 교사 개축 준공
- 1992년 3월 2일 : 선발고사 학생 입학
- 1997년 10월 1일 : 학생종합복지관 신축
- 2013년 12월 9일 : 33학급 증설 인가
- 2016년 6월 14일 : 강원도교육청 선정 과학중점학교 지정
- 2024년 12월 31일 : 제69회 졸업식(졸업생 293명, 총 26,131명)
- 2025년 3월 1일 : 제28대 이승철 교장 부임
- 2025년 3월 4일 : 2025학년도 신입생 입학(302명)

## 참고 자료
- 원주고등학교 - 한국교육학술정보원 학교알리미